# Mullit
Mullit ist ein eher selten vorkommendes Mineral aus der Mineralklasse der „Silikate und Germanate“ mit der komplexen chemischen Zusammensetzung Al[6]Al1+x[4][O|Si1-xO4-x/2], wobei x ≈ 0,2 entspricht. Strukturell gehört Mullit zu den Inselsilikaten.
Mullit kristallisiert im orthorhombischen Kristallsystem und entwickelt meist kleine, prismatische bis nadelige Kristalle mit einem glasähnlichen Glanz auf den Oberflächen. In reiner Form ist Mullit farblos und durchsichtig. Durch vielfache Lichtbrechung aufgrund von Gitterbaufehlern oder polykristalliner Ausbildung kann er aber auch weiß erscheinen und durch Fremdbeimengungen eine graue, hellrosa bis rote oder violette Farbe annehmen, wobei die Transparenz entsprechend abnimmt.

## Etymologie und Geschichte
Erstmals entdeckt wurde Mullit nahe der Seabank Villa auf der Isle of Mull vor der Nordwestküste Schottlands. Die Erstbeschreibung erfolgte 1924 durch N. L. Bowen, J. W. Greig und E. G. Zies, die das Mineral nach dessen Typlokalität benannten.
Typmaterial des Minerals wird im Natural History Museum in London unter den Katalog-Nr. 1925,432–437 aufbewahrt.
Weitere Unterscheidungen in der Namensgebung hängen mit den Bildungsbedingungen des Mullits zusammen. So wird in fester Phase gebildeter körniger Mullit als Schuppenmullit bezeichnet, während sich in Gegenwart einer Schmelze Nadelmullit bildet. Bei niedrigen Temperaturen gebildeter Mullit wird auch als Primärmullit und den aus diesem bei hohen Temperaturen neugebildeten bzw. rekristallisierten Mullit als Sekundärmullit bezeichnet.

## Klassifikation
In der veralteten 8. Auflage der Mineralsystematik nach Strunz gehörte der Mullit zur Mineralklasse der „Silikate“ und dort zur Abteilung „Neso-Subsilikate“, wo er gemeinsam mit Yoderit im Anhang zur „Al2SiO5-Gruppe“ mit der Systemnummer VIII/A’.02 und den Hauptmitgliedern Andalusit, Kyanit und Sillimanit steht.
In der zuletzt 2018 überarbeiteten Lapis-Systematik nach Stefan Weiß, die formal auf der alten Systematik von Karl Hugo Strunz in der 8. Auflage basiert, erhielt das Mineral die System- und Mineralnummer VIII/B.02-050. Dies entspricht der Klasse der „Silikate“ und dort der Abteilung „Inselsilikate mit tetraederfremden Anionen“, wo Mullit zusammen mit Andalusit, Boromullit, Kanonait, Kyanit, Sillimanit, Topas und Yoderit eine unbenannte Gruppe mit der Systemnummer VIII/B.02 bildet.
Die von der International Mineralogical Association (IMA) zuletzt 2009 aktualisierte 9. Auflage der Strunz’schen Mineralsystematik ordnet den Mullit in die Klasse der „Silikate und Germanate“ und dort in die Abteilung „Inselsilikate (Nesosilikate)“ ein. Hier ist das Mineral in der Unterabteilung „Inselsilikate mit zusätzlichen Anionen; Kationen in [4]er-, [5]er- und/oder nur [6]er-Koordination“ zu finden, wo es als einziges Mitglied eine unbenannte Gruppe mit der Systemnummer 9.AF.20 bildet.
In der vorwiegend im englischen Sprachraum gebräuchlichen Systematik der Minerale nach Dana hat Mullit die System- und Mineralnummer 52.02.02a.02. Das entspricht der Klasse der „Silikate“ und dort der Abteilung „Inselsilikate: SiO4-Gruppen und O, OH, F und H2O“. Hier findet er sich innerhalb der Unterabteilung „Inselsilikate: SiO4-Gruppen und O, OH, F und H2O mit Kationen in [4] und >[4]-Koordination“ in der „Al2SiO5 (Sillimanit-Untergruppe)“, in der auch Sillimanit und Boromullit eingeordnet sind.

## Kristallstruktur

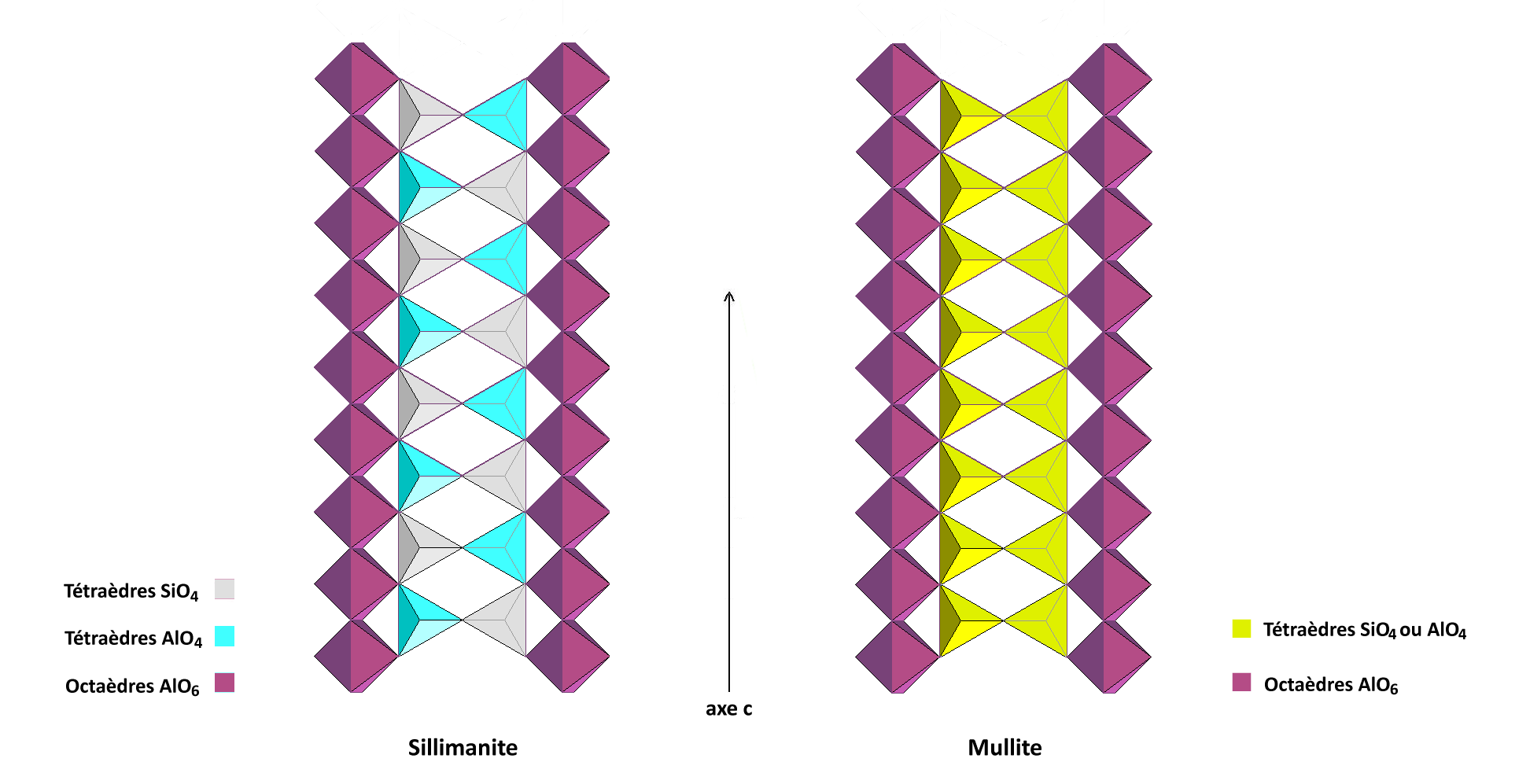
Vergleich der Kristallstruktur von Mullit (rechts) und Sillimanit (links)

Mullit kristallisiert orthorhombisch in der Raumgruppe Pbam (Raumgruppen-Nr. 55) mit den Gitterparametern a = 7,58 Å, b = 7,68 Å und c = 2,89 Å sowie zwei Formeleinheit pro Elementarzelle.
Die Kristallstruktur besteht aus Ketten von kantenverknüpften AlO6-Oktaedern parallel der c-Achse [001]. Diese sind über Doppelketten aus SiO4- und AlO4-Tetraedern miteinander vernetzt. Struktur und Anordnung ähneln der von Sillimanit, wobei das Verhältnis von Al : Si allerdings größer als 1 : 1 ist und der Ladungsausgleich von einigen freien Sauerstoffatomen aufrechterhalten wird.

## Eigenschaften
Die Wärmeausdehnung von Mullit mit hohem Reinheitsgrad zeigt bei etwa 1100 °C eine Änderung des Wärmeausdehnungskoeffizienten, die auf eine Phasenumwandlung und das Ausheilen von Fehlstellen zurückzuführen ist. Ab 1830 °C findet die peritektische Zersetzung statt. Mullit ist aufgrund dieser Wärmedehnung ein die feuerfeste Struktur zerstörender Anteil, der beim Brennen der Schamotteziegel aus dem Bindemittelanteil an Ton entsteht.
Bei Temperaturen über 250 bis 300 °C hat Mullit eine höhere Mikrohärte als Korund.
Kommerziell erhältlicher Mullit hat einen Glasphasenanteil (in REM-Aufnahmen durch feine Linien in einem 120° Winkel zueinander erkennbar), durch den der Schmelzpunkt herabgesetzt wird. Nach dem Herstellungsverfahren bezeichnet man synthetischen Mullit der Zusammensetzung 3Al2O3 • 2SiO2 als Sintermullit und Mullit der Zusammensetzung 2Al2O3·1SiO2 als Schmelzmullit.
Mullit und Sillimanit ähneln sich chemisch und in allen physikalischen und optischen Eigenschaften.

## Modifikationen und Varietäten
Von Mullit gibt es eine metastabile, pseudotetragonale Modifikation, die auf die Bildung von Domänen und/oder Verzwillingung zurückgeführt wird. Diese geht oberhalb 1000 °C in die orthorhombische Modifikation über.

## Bildung und Fundorte

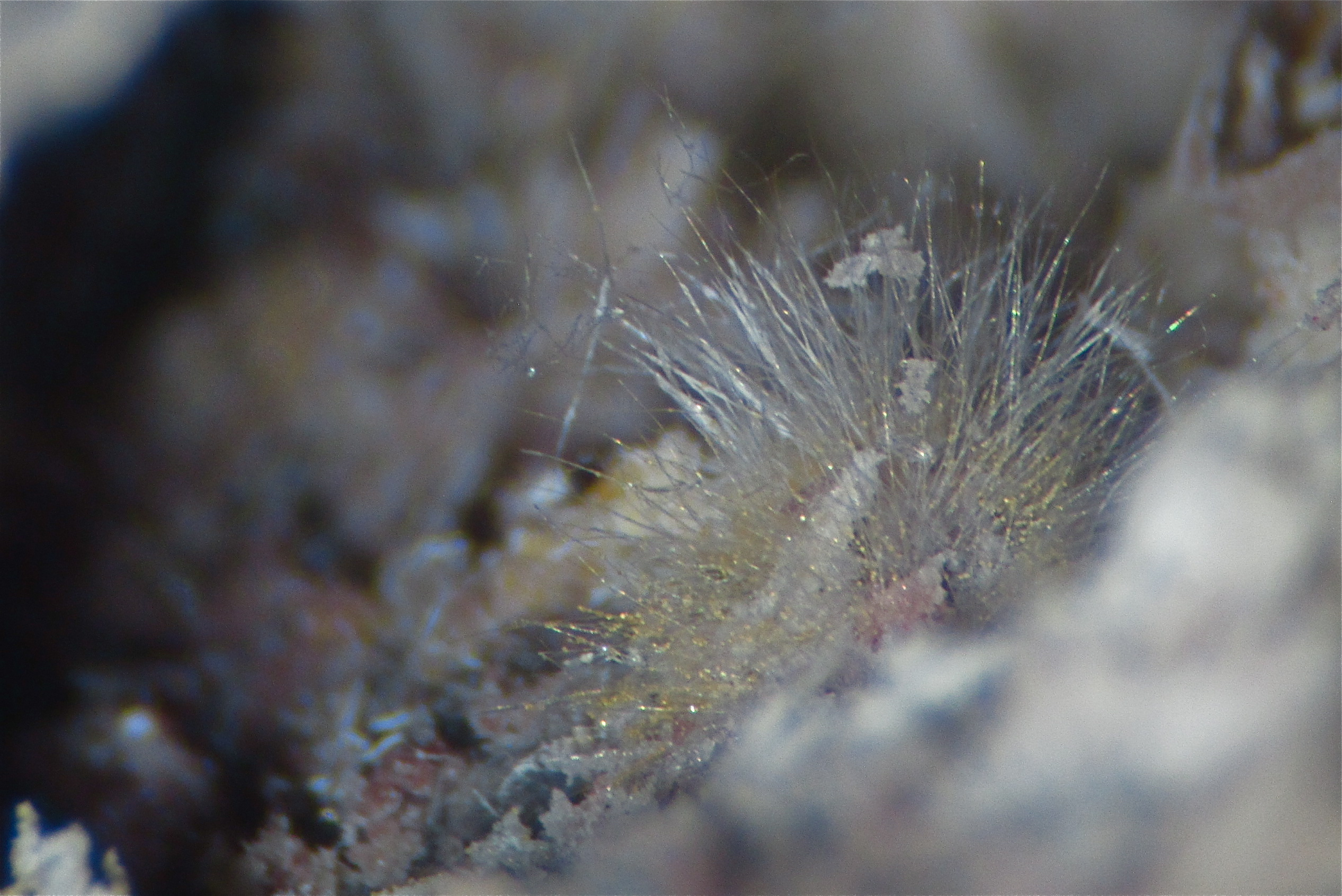
Faserige, radialstrahlige Mullitbüschel mit unbekanntem gelbem Überzug aus Hendersons Steinbruch, Mount Ngongotaha, Rotorua, Nordinsel, Neuseeland (Sichtfeld 5 mm)

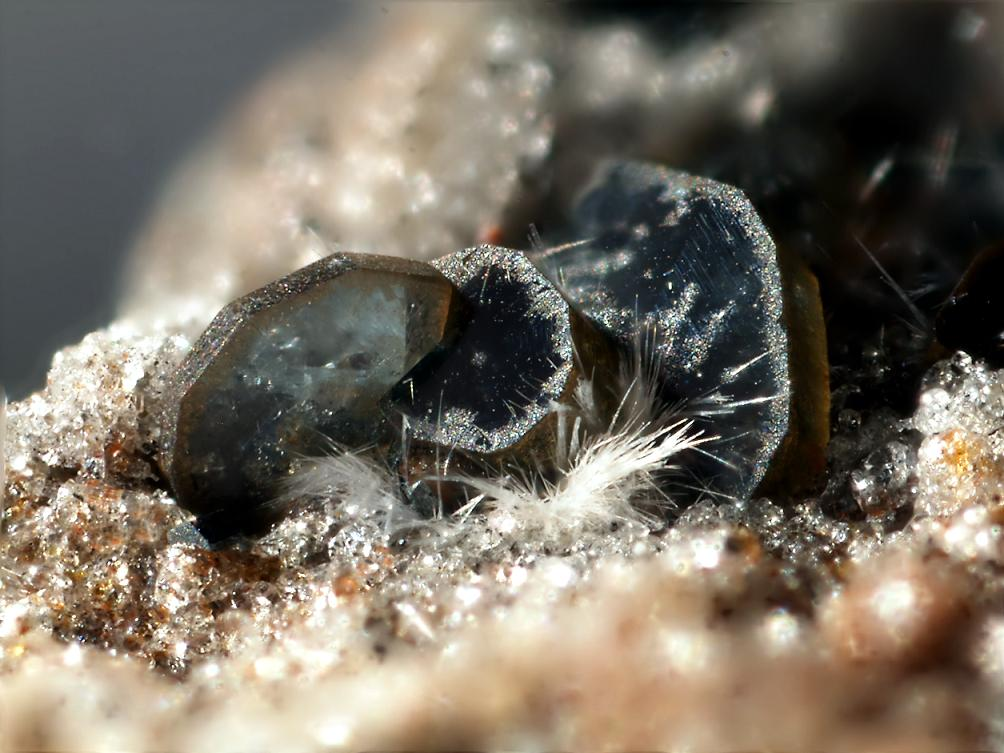
Weißer, faseriger Mullit vor dicktafeligem Osumilith (Bildgröße: 1,5 mm)
Fundort: Wannenköpfe, Vulkankomplex Wannengruppe, Eifel, Deutschland

Mullit entsteht durch Metamorphose aus Kaolinit bei Normaldruck und etwa 1200 °C oder als Zerfallsprodukt von Sillimanit bzw. seinen Polymorphen Disthen oder Andalusit bei über 1000 °C (Sillimanit→Mullit+SiO2). Da diese Bedingungen der metamorphen Sanidinit-Fazies entsprechen, die in der Natur nur selten und in beschränkten Gesteinsvolumina erreicht wird (etwa im Nebengestein basaltischer Vulkanschlote), tritt Mullit dort meist nur in sehr geringen Mengen auf.
Als seltene Mineralbildung konnte Mullit nur an wenigen Fundorten nachgewiesen werden, wobei bisher etwas mehr als 70 Fundorte dokumentiert sind. Auf der Isle of Mull in Schottland konnte das Mineral an mehreren Stellen entdeckt werden. Weitere Fundorte im Vereinigten Königreich sind allerdings nicht bekannt.
In Deutschland trat Mullit bisher vor allem in der Umgebung des Laacher Sees und am Ettringer Bellerberg im Landkreis Mayen-Koblenz sowie an mehreren Stellen im Landkreis Vulkaneifel in Rheinland-Pfalz auf. Daneben fand sich das Mineral unter anderem am Katzenbuckel in Baden-Württemberg, am Großen Teichelberg und am Schloßberg bei Waldeck (Gemeinde Kemnath) in Bayern, bei Georgsmarienhütte in Niedersachsen und in der Grube Anna in Nordrhein-Westfalen.
In Österreich konnte Mullit bisher nur in einem Basalt-Steinbruch am Pauliberg im Burgenland sowie bei Klöch und am Stradner Kogel in der Steiermark gefunden werden.
Weitere Fundorte liegen unter anderem in Ägypten, Australien, China, Frankreich, Indien, Italien, Japan, Kenia, den Niederlanden, Neuseeland, Polen, Russland, der Slowakei, Spanien, Tadschikistan, Tschechien, Ungarn und den Vereinigten Staaten.
Aufgrund seiner Seltenheit kann Mullit üblicherweise nicht direkt durch Abbau solcher Vorkommen gewonnen werden. Eine kommerziell genutzte Lagerstätte mit einer jährlichen Produktion von 5000 t wird aus dem nördlichen Transvaal in der Republik Südafrika genannt.

## Synthetischer Mullit
Technisch wird Mullit durch Schmelzen einer Mischung von Kaolinit und Aluminiumoxid im Lichtbogenofen oder durch Sinterung einer brikettierten Mischung von Kaolinit, Aluminiumhydroxid und Wasser im Tunnelofen hergestellt.

## Verwendung
Durch das Ausgangsmineral Kaolinit entsteht Mullit als wesentlicher Bestandteil bei der Herstellung von Porzellan und Ziegeln sowie Schamottesteinen. Auch zur Herstellung von Filterelementen für die Heißgasfiltration wird Mullit eingesetzt. Ebenso findet es Verwendung als inertes Trägermaterial für beschichtete Katalysatoren. Ein weiteres Einsatzgebiet von Mullit ist die Hochtemperaturwärmedämmung.
Reaktionsgebundener Mullit (RBM) wird unter Verwendung von Aluminium und Silicium, Siliciumcarbid, Zirkon (Zirkoniumsilikat) oder Korund hergestellt und dient zur Fertigung von Technischer Keramik und feuerfesten Werkstoffen.
Durch die Volumenzunahme beim Brennen kann die Sinterschrumpfung kompensiert werden.